# Куикуилько

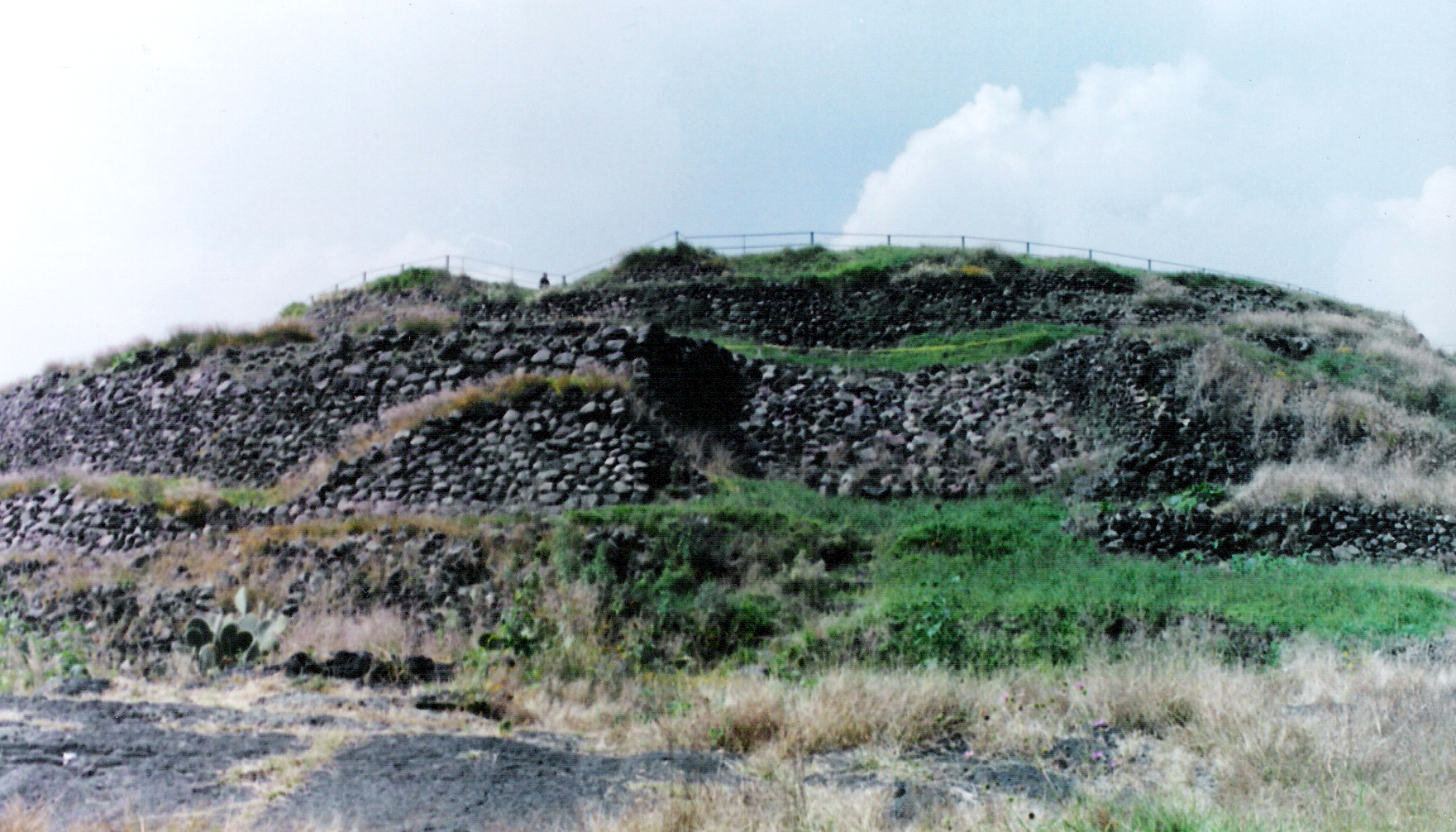
Пирамида в Куикуилько, вид сзади.

Куикуилько, аст. Cuicuilco, букв. «место молитвы» или «место радуги» — древний город в области центрального нагорья Мексики на южном побережье озера Тескоко, юго-восток долины Мехико.
Город был населён в средний и поздний формационный период месоамериканской хронологии (около 700 г. до н. э. — по 150 г. н. э.). Таким образом, Куикуилько был, вероятно, древнейшим городом в долине Мехико, существовавшим примерно одновременно с ольмекской цивилизацией, а его жители — предшественниками культуры Теотиуакана.

## История

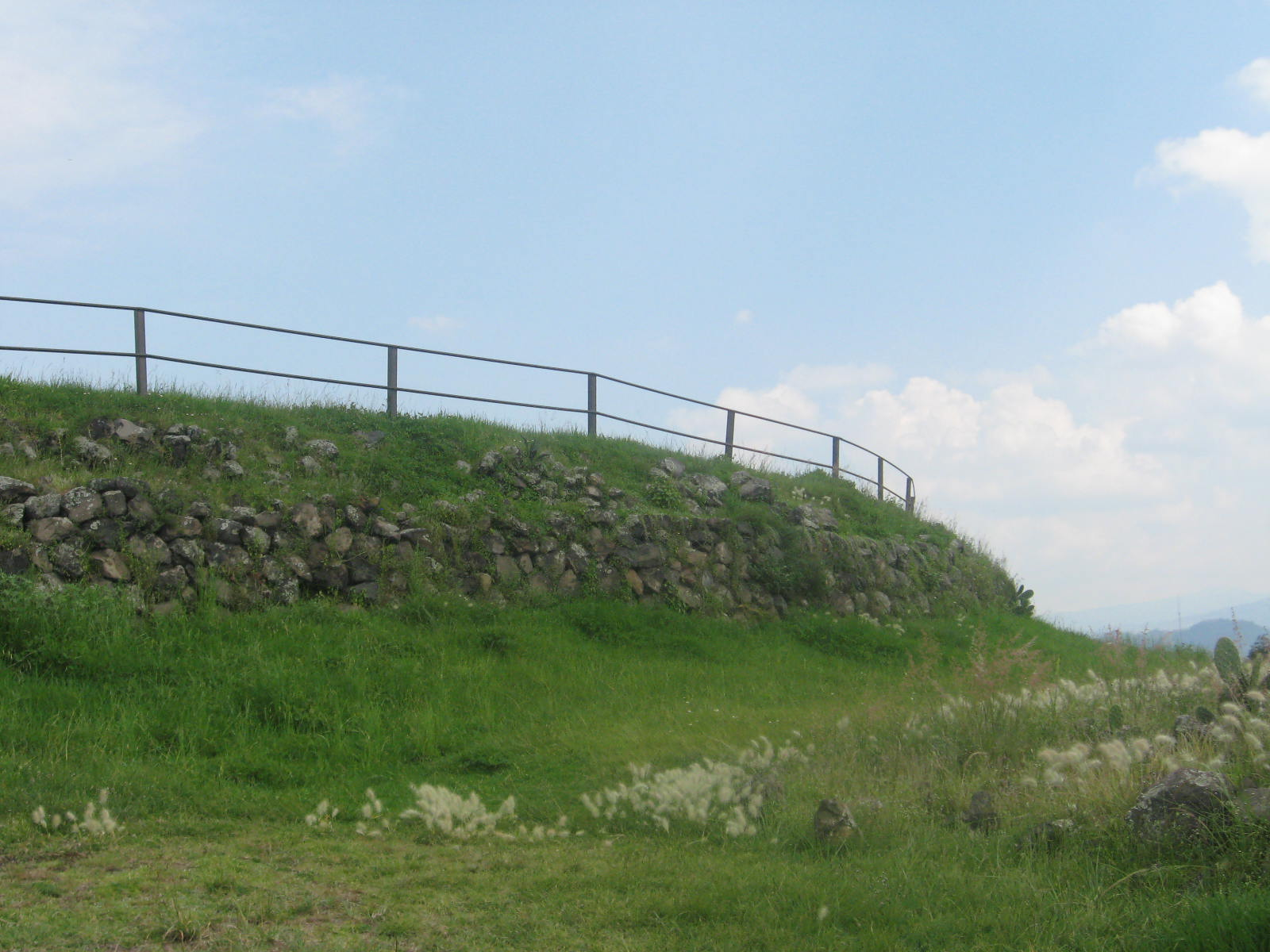
Верхнее кольцо главной пирамиды. Вид со ступенек, ведущих на вершину.

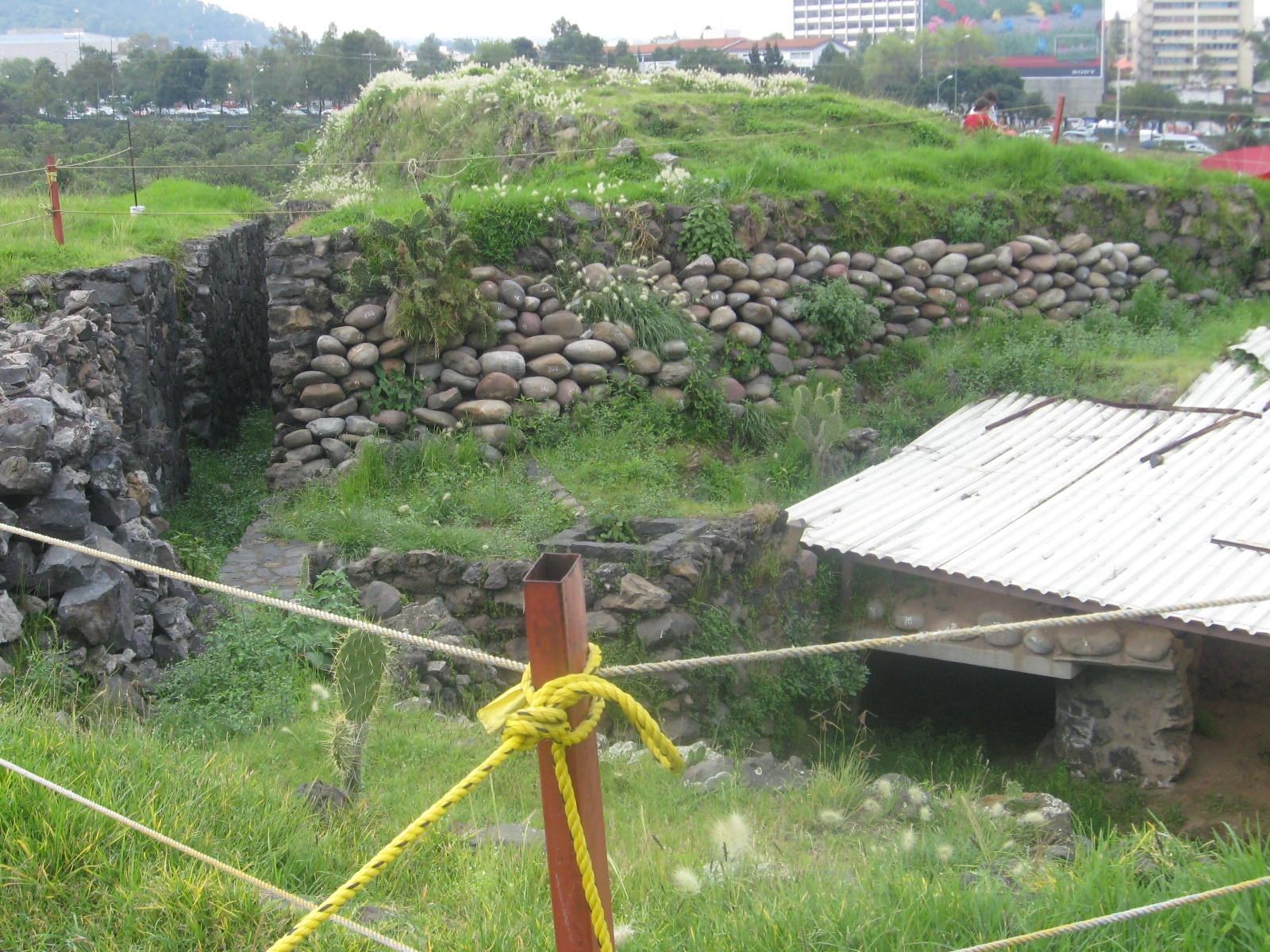
Углубление, вырытое на вершине пирамиды. Здесь археологи обнаружили 5 алтарей (в настоящее время закрыты крышей из гофрированной жести)

Куикуилько первоначально представляло собой поселение земледельцев, однако уже с раннего периода засвидетельствованы следы религиозной практики, в том числе каменные приношения и погребальные дары в виде керамики. Со временем здесь возникает крупный церемониальный центр, вокруг которого вырастает город с пирамидой, центральной площадью и улицами. Рядом с городом находилось несколько мелких водоёмов, которые подпитывались водами, стекающими с ближайших возвышенностей Сакайука и Сакальтепетль. В годы расцвета города его население составляло около 20000 человек. Здесь обнаружены останки земледельческих террас, различного рода зданий, укреплений, ирригационных рвов и каналов.
По мнению археологов, Куикуилько играл важную роль как локальный центр вплоть до возникновения Теотиуакана. В то время, когда в Куикуилько строились пирамиды и публичные сооружения, на месте Теотиуакана возникли шесть небольших общин, со временем объединившихся.
Город был заброшен около 150—200 гг. н. э. после извержения близлежащего вулкана Шитле, хотя намного позднее территория вокруг города была заселена вновь. Керамика и другие свидетельства говорят о том, что население города, спасаясь от последствий извержения, переселилось на север и влилось в состав населения Теотиуакана близ северного побережья озера Тескоко.

## Археологические раскопки

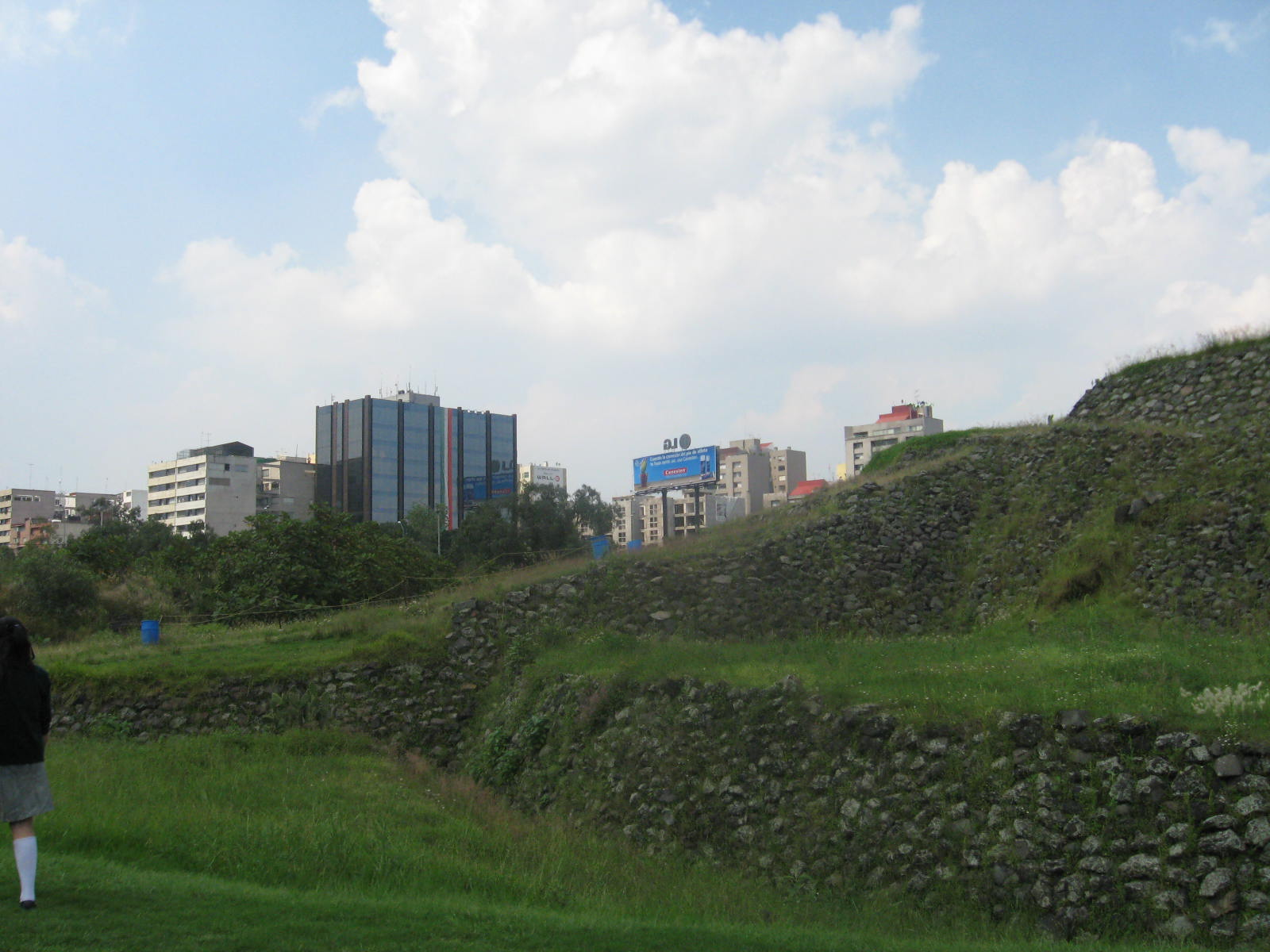
Вид на лестницу пирамиды Куикуилько. На заднем плане — современные здания района Койоакан

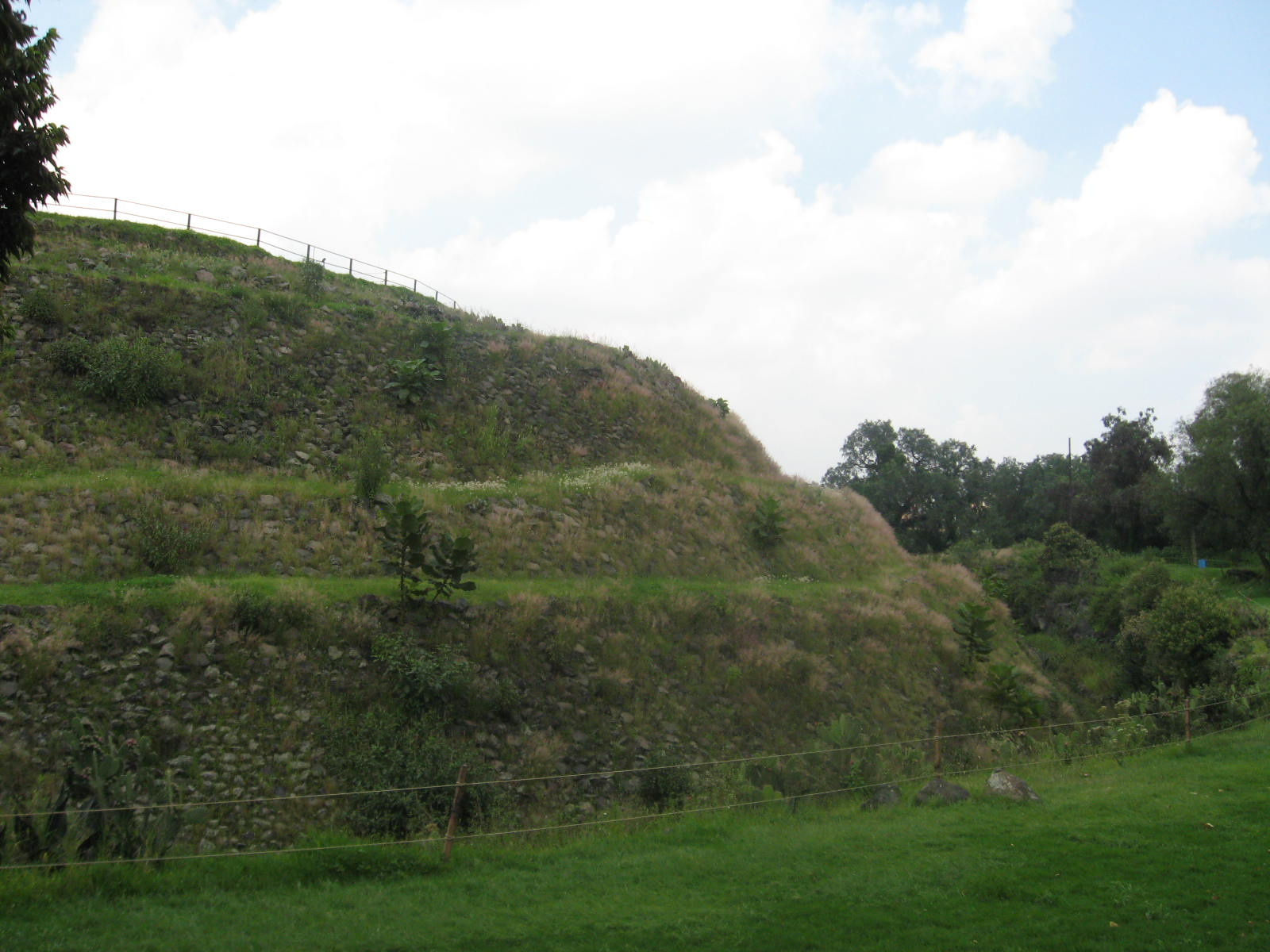
Южная сторона пирамиды

Местность, где находился город Куикуилько, покрыта толстым слоем застывшей вулканической лавы. Лавовое поле площадью около 80 кв. км. известно под названием Педрега-де-Сан-Анхель, и включает, в частности, подножие горы Ахуско и ближайшее побережье озера. Исследования 1956 года показали, что неравномерные слои лавы, глубина которых в отдельных местах достигает 10 метров, были одним из основных факторов сохранения Куикуилько.
Останки древнего города частично покрыты современной городской застройкой — зданиями, принадлежащими Национальному университету Мексики, в связи с чем возможны раскопки лишь части древнего города. Некоторые обнаруженные в ходе раскопок 1990 г. сооружения — круглая пирамида на площади и несколько мелких сооружений сельскохозяйственного назначения — были разрушены при сооружении многоэтажного бизнес-центра. В связи с этим подлинные размеры Куикуилько с трудом поддаются оценке.

## Галерея изображений

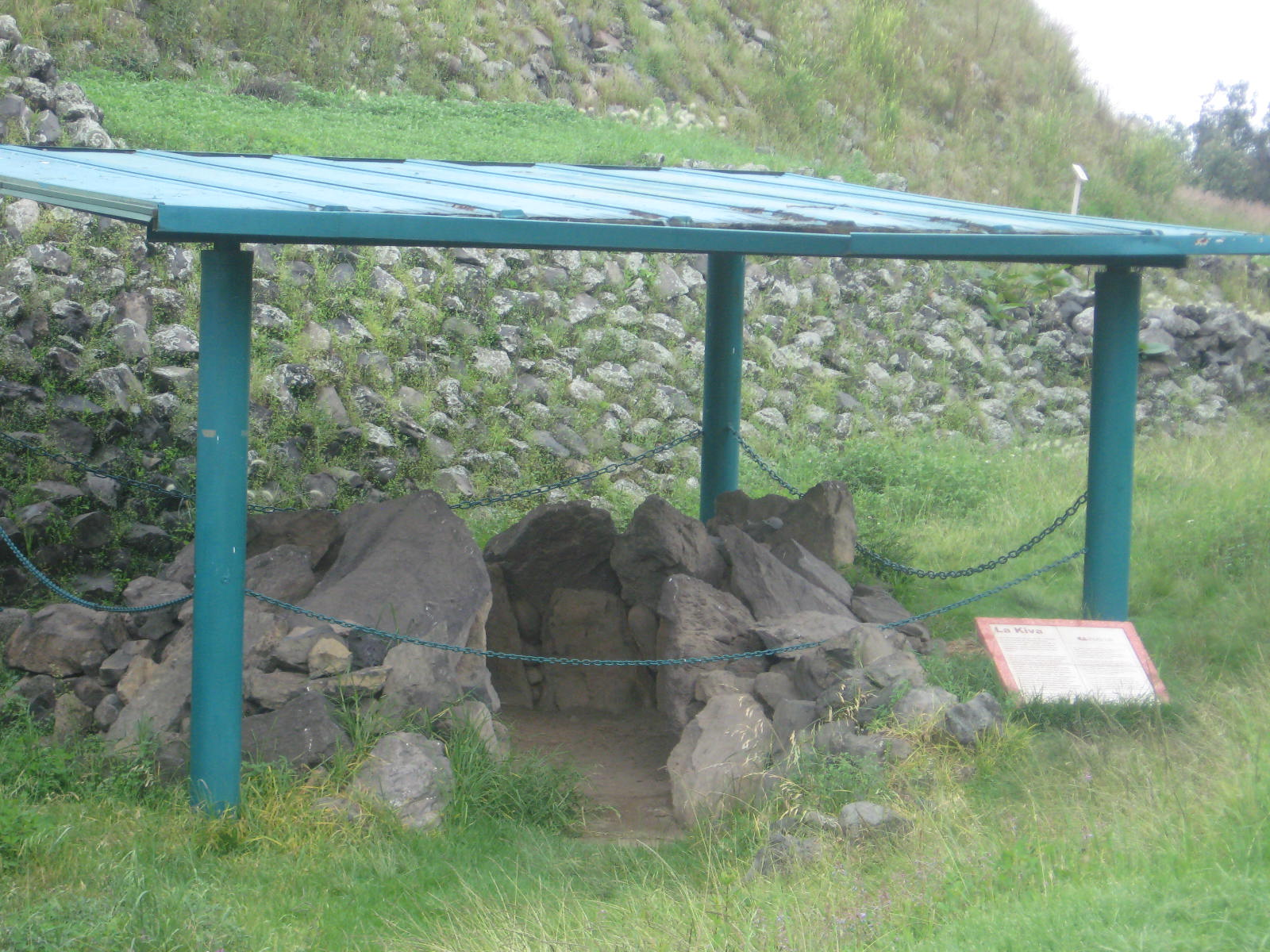
Эту «киву» обнаружил и назвал по аналогии со святилищами пуэбло археолог Байрон Каммингс. Ритуальное назначение неизвестно.
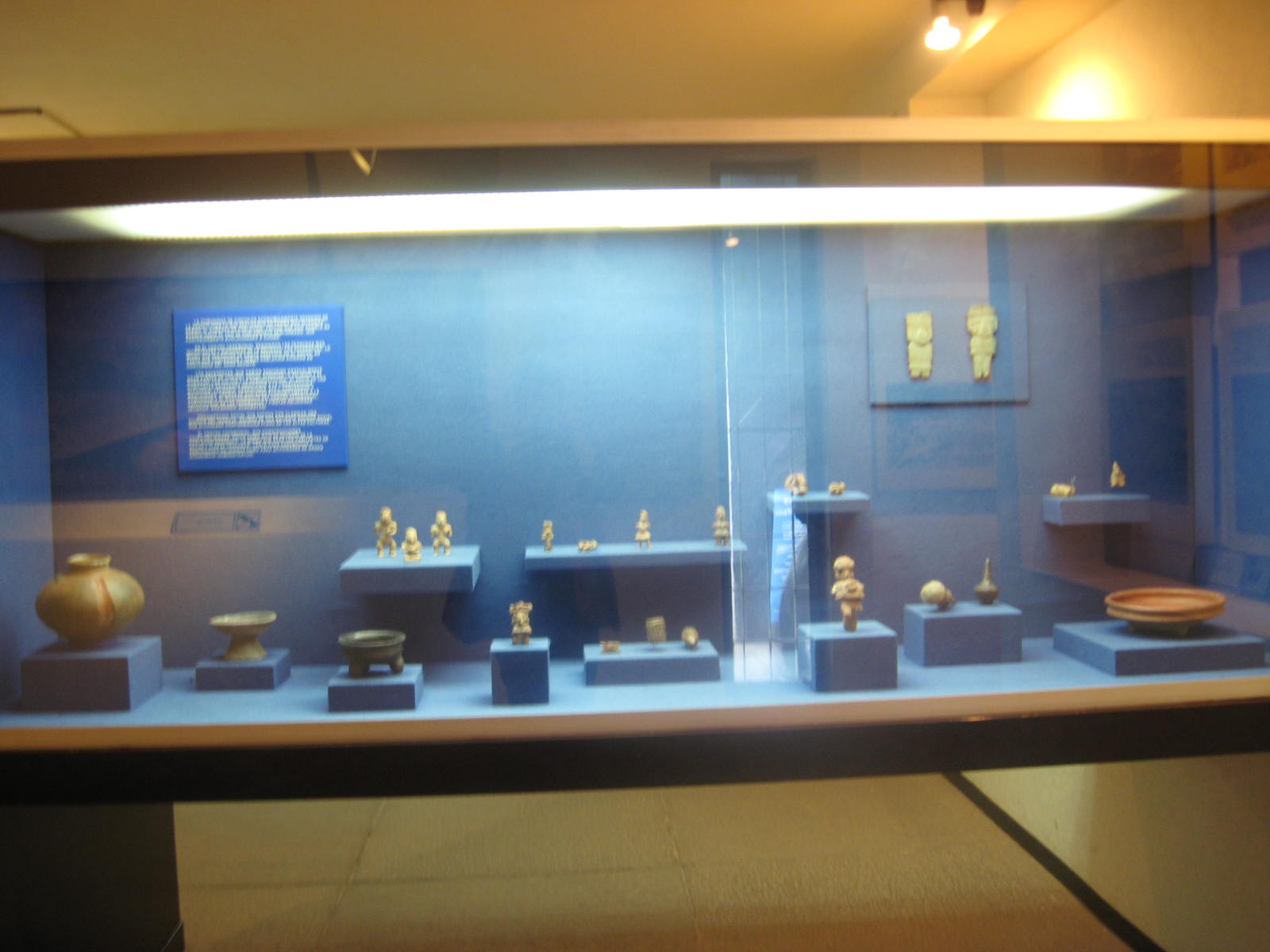
Экспозиция музея Куикуилько: керамические статуэтки и сосуды.
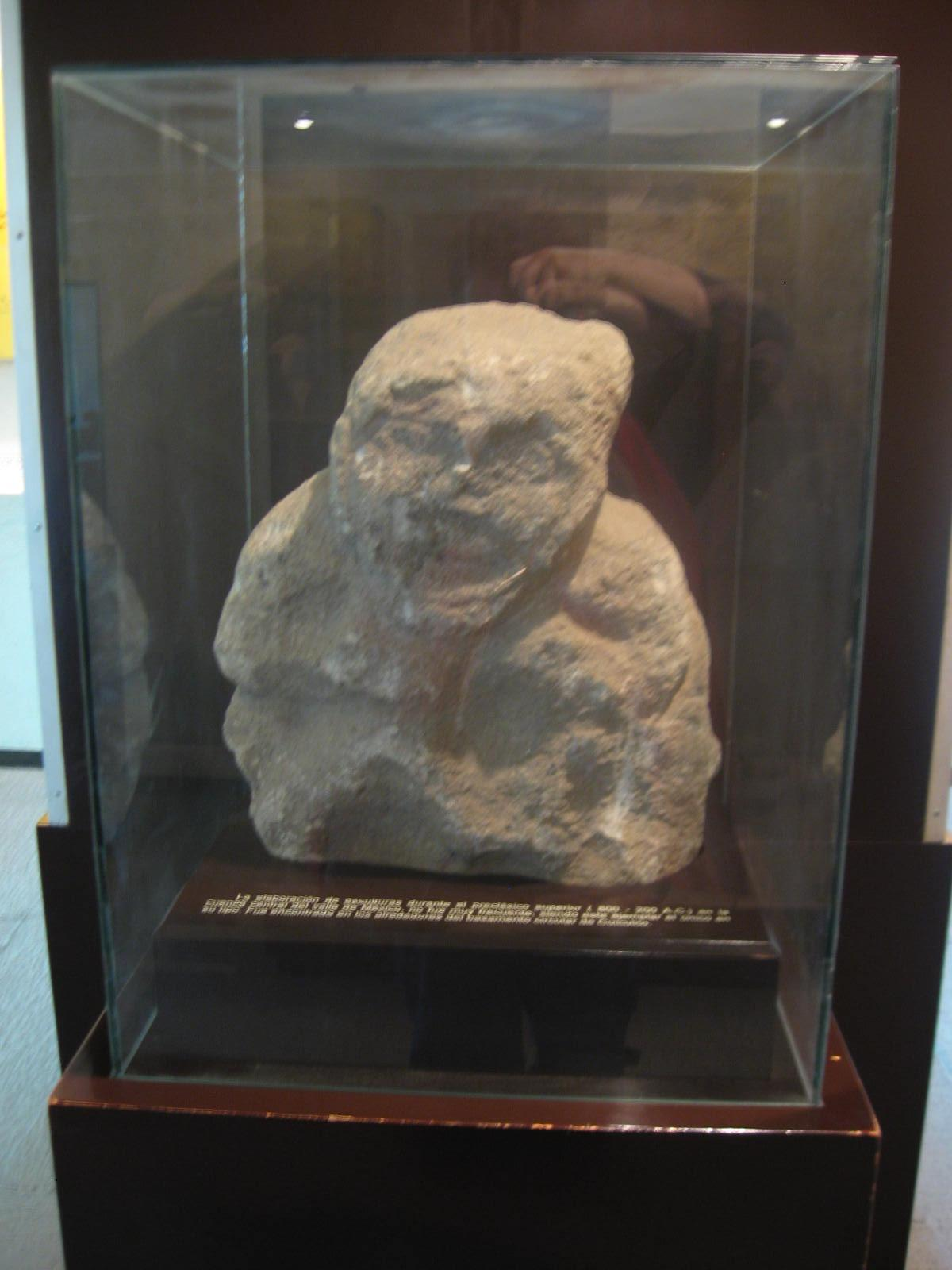
Каменная скульптура, обнаруженная у основания большой пирамиды. Датируется классическим периодом (800 г. до н. э.-200 г. н. э.)
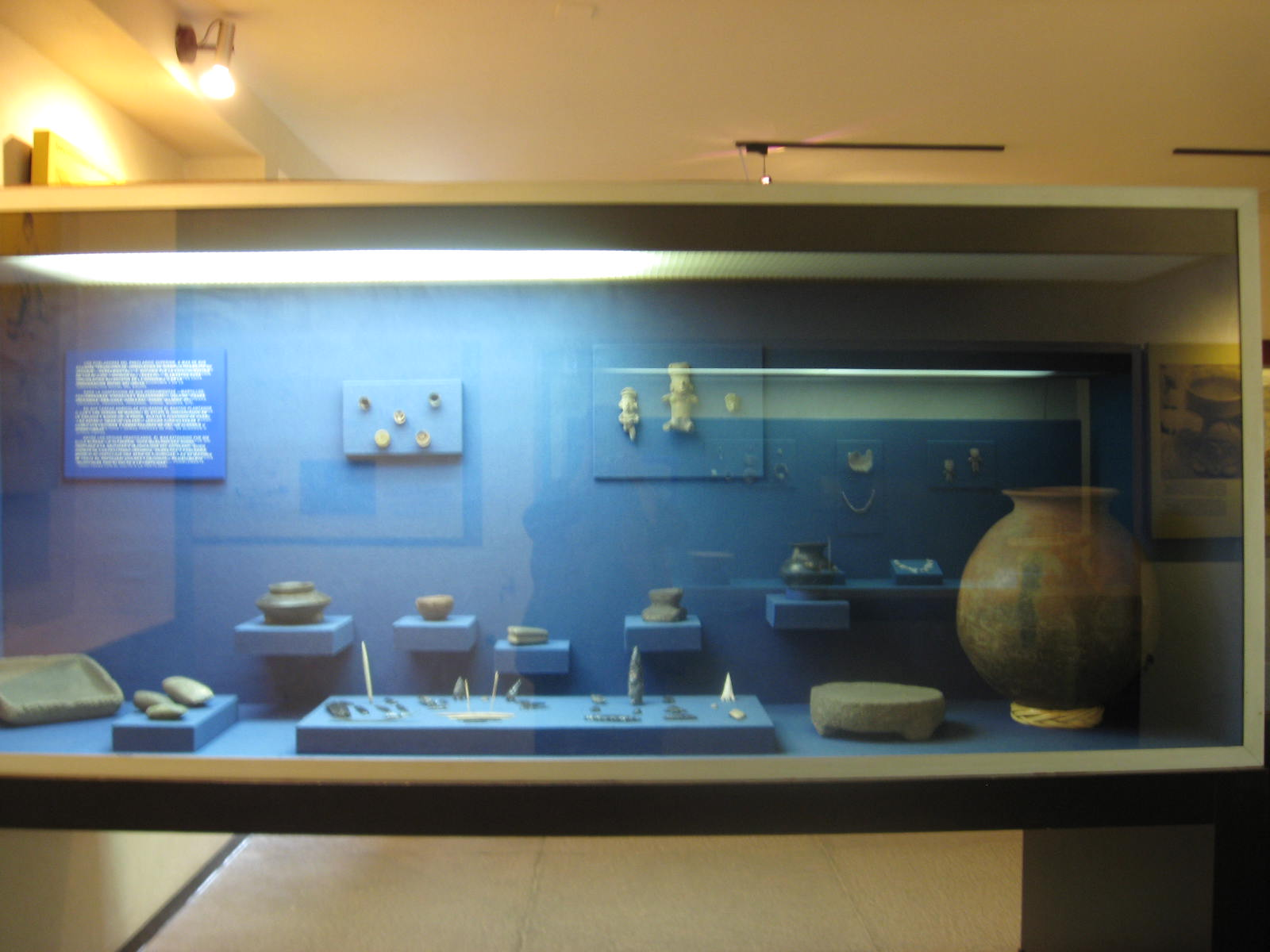
Экспозиция музея Куикуилько: инструменты (ступы, режущие инструменты, сосуды)
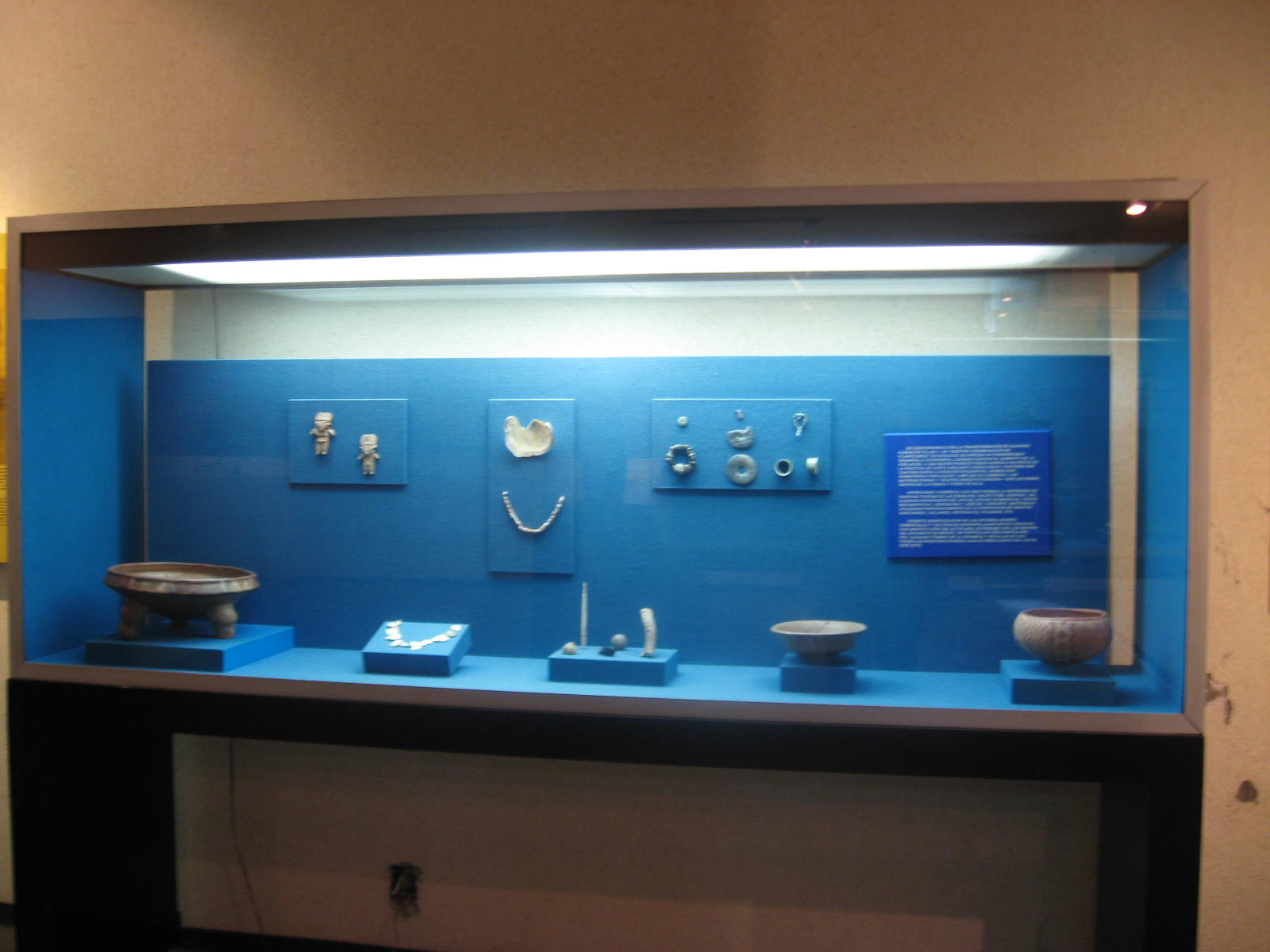
Экспозиция музея Куикуилько: украшения
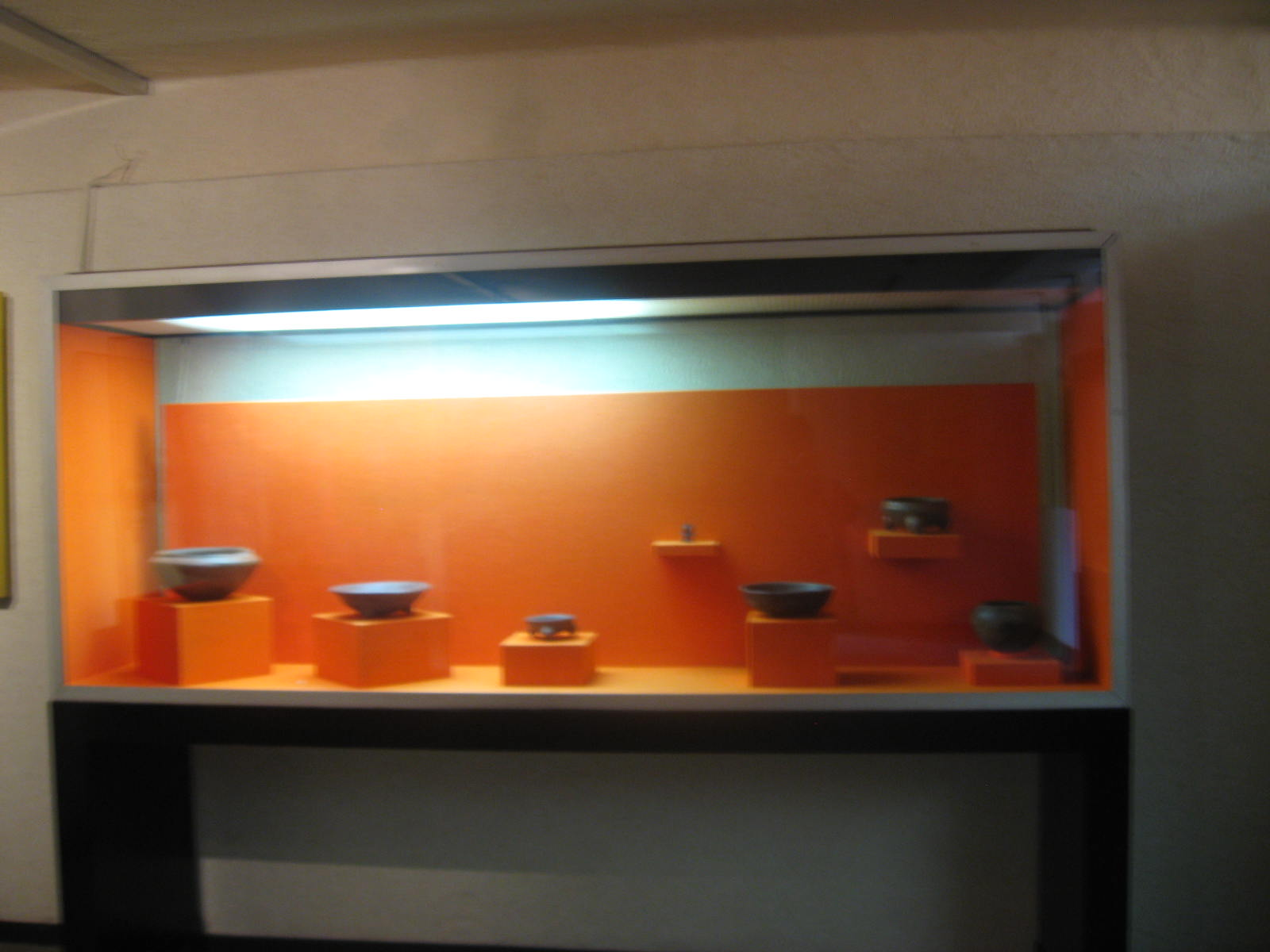
Экспозиция музея Куикуилько: чаши
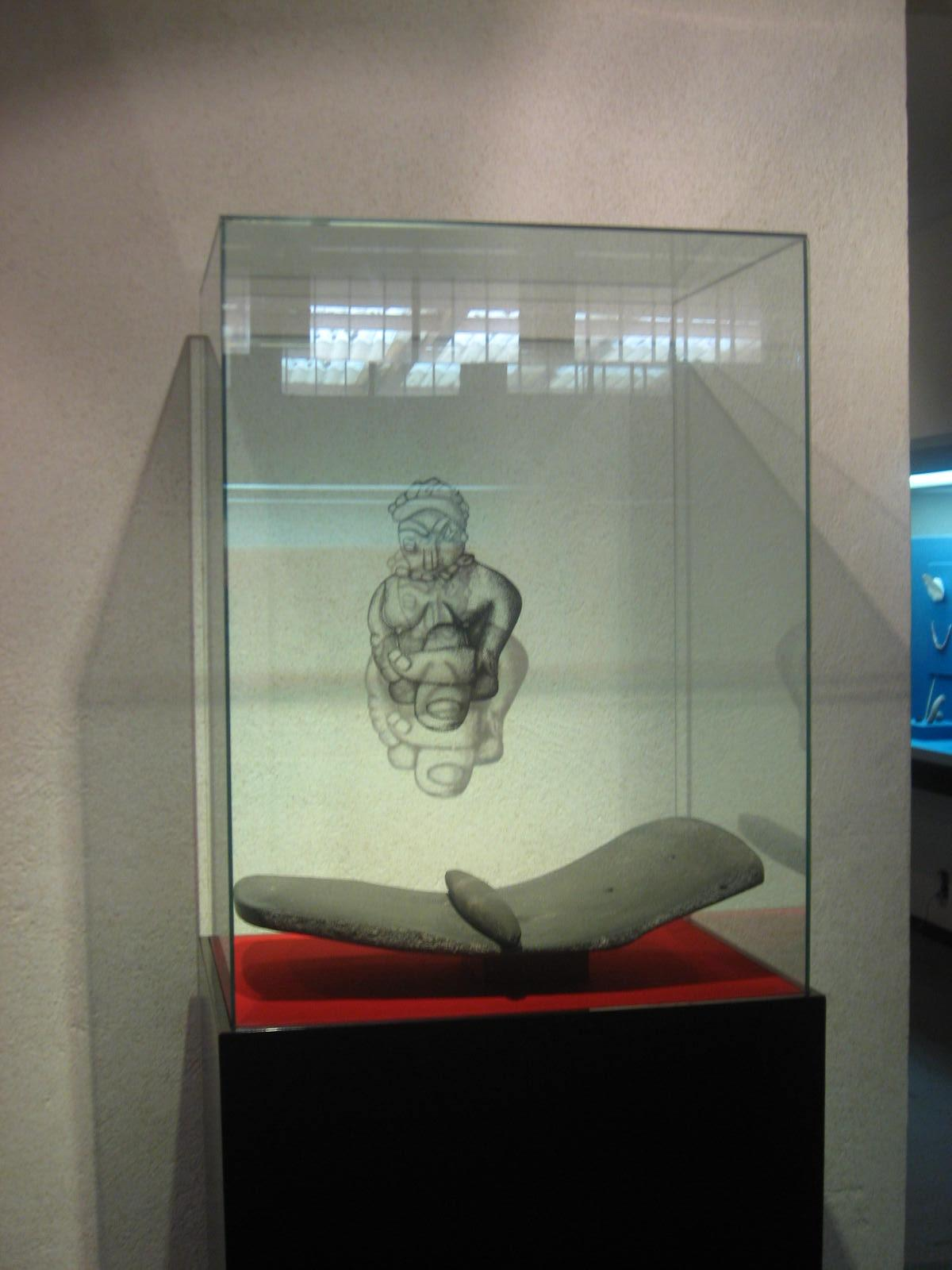
Экспозиция музея Куикуилько: "молкахете" (инструмент для размалывания кукурузы). На рисунке сверху показано, как использовался данный инструмент.
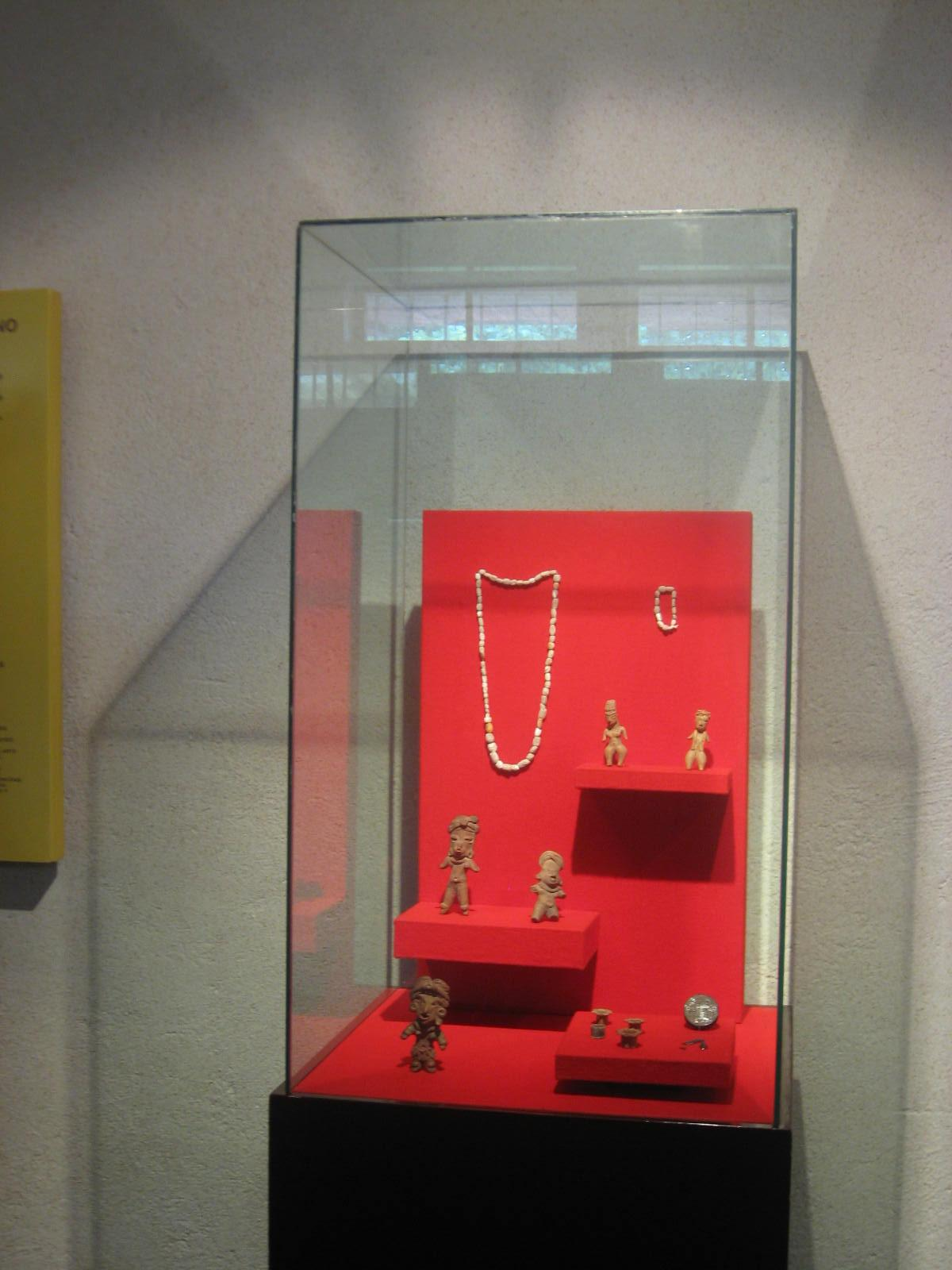
Экспозиция музея Куикуилько: глиняные статуэтки с украшениями.